# Ivy Bridge
Ivy Bridge is een microarchitectuur voor processors die werd geproduceerd van april 2012 tot juni 2015 door het Amerikaanse bedrijf Intel. Het is de basis van de derde generatie Intel Core-serie voor desktops, laptops en servers en is de opvolger van Sandy Bridge. Ivy Bridge is gebouwd op Intels 22 nm transistor. De microarchitectuur kwam naar chips in laptops, desktops, workstations en servers. De eerste chips gebouwd met Ivy Bridge kwamen op 29 april 2012 op de markt, en op 5 juni 2015 werden de laatste chips geproduceerd door Intel.
Intel introduceerde met Ivy Bridge hun eerste 22nm-product. Dit procedé zagen ze als revolutionair aangezien dit 's werelds eerste microtransistor was met een FINFET-model. Deze 22nm werd later hergebruikt en werd een nieuwe naam gegeven; Intel 16.

## Populairste processors
Ivy Bridge was een relatief populaire serie processors. De meest bekende, en doorgaans meest gebruikte modellen in een overzicht.
| Type    | Serienummer | Kernen/threads | Max. kloksnelheid | Platform |
| ------- | ----------- | -------------- | ----------------- | -------- |
| Core i7 | 3770(K)     | 4/8            | 3,90 GHz          | Desktop  |
| Core i7 | 3537U       | 2/4            | 3,20 GHz          | Laptop   |
| Core i5 | 3570(K)     | 4/4            | 3,80 GHz          | Desktop  |
| Core i5 | 3320M       | 2/4            | 3,30 GHz          | Laptop   |
| Core i3 | 3250        | 2/4            | 3,50 GHz          | Desktop  |
| Core i3 | 3120M       | 2/4            | 2,50 GHz          | Laptop   |
| Pentium | G2020       | 2/2            | 2,90 GHz          | Desktop  |
| Celeron | 1000M       | 2/2            | 1,80 GHz          | Laptop   |